# Pokryszkiella cornuta
Pokryszkiella cornuta là một loài bọ cánh cứng trong họ Tenebrionidae. Loài này được D. Iwan miêu tả khoa học đầu tiên năm 1996.